# Alexandre Ziegler
Pour les articles homonymes, voir Ziegler.
Ne doit pas être confondu avec Alexander Ziegler.
 (juin 2019).
Si vous disposez d'ouvrages ou d'articles de référence ou si vous connaissez des sites web de qualité traitant du thème abordé ici, merci de compléter l'article en donnant les références utiles à sa vérifiabilité et en les liant à la section « Notes et références ».
Alexandre Ziegler, né le 8 septembre 1969, est un haut fonctionnaire et diplomate français. Directeur de cabinet du ministre des Affaires étrangères de 2012 à 2016, ambassadeur de France en Inde de 2016 à 2019, il est depuis cette dernière date directeur « groupe international et relations institutionnelles » de Safran en France.

## Biographie

### Origines et formation
Alexandre Ziegler est ancien élève de l’École normale supérieure de Fontenay-Saint Cloud (1989-1994), agrégé d'histoire (1992), diplômé de l'Institut d'études politiques de Paris (section Service public, promotion 1993) et ancien élève de l'École nationale d'administration (ENA, promotion Marc Bloch, 1995-1997). À sa sortie de l'ENA, il choisit la carrière diplomatique en devenant conseiller des affaires étrangères.

### Carrière
Intégré au ministère des Affaires étrangères, il rejoint la direction des Affaires stratégiques, de sécurité et de désarmement entre 1997 et 2000. 
Sa première affectation à l’étranger le conduit à Hong Kong en tant que consul général adjoint de 2000 à 2003. Il est ensuite nommé premier secrétaire à l'ambassade de France en Allemagne entre 2003 et 2007. En 2007, il est nommé conseiller de coopération et d’action culturelle à l'ambassade de France en Chine, où il reste jusqu’en 2010.
En 2010, de retour à l’administration centrale, il est nommé chef du service des programmes et du réseau (mondialisation, développement et partenariats) jusqu’en 2012, date à laquelle il est appelé à rejoindre le cabinet du ministre des Affaires étrangères.
Alexandre Ziegler est nommé directeur du cabinet du ministre des Affaires étrangères Laurent Fabius en juin 2013. Sa mission au côté du ministre est notamment marquée par deux événements internationaux. Le premier l'amène à participer à la négociation de l’accord de Paris sur le climat (COP21). La seconde négociation qui marque son passage au cabinet du ministre est la négociation de l'accord de Vienne sur le nucléaire iranien (Joint Comprehensive Plan of Action en anglais). 
Le 10 mai 2016, il est nommé par décret du président de la République François Hollande ambassadeur de France en Inde, où il exerce ses fonctions jusqu'en août 2019 ; il est alors remplacé par Emmanuel Lenain.
Le 2 septembre 2019, il devient directeur « groupe international et relations institutionnelles » de Safran en France. Il est également membre du comité exécutif du groupe Safran.
Depuis juin 2023, il dirige la Division Défense de Safran (Safran Electronics & Defense) dont il est également membre du comité exécutif. 

### Vie personnelle
Il est marié à Véronique Ziegler, enseignante d’histoire-géographie et d’HGGSP à l'École alsacienne dans le 6e arrondissement de Paris ; ils ont 5 enfants.

## Décoration
- Chevalier de la Légion d'honneur (2021)
- Chevalier de l'ordre national du Mérite le 14 novembre 2016.